# WWE Armageddon
Armageddon was een jaarlijkse professioneel worstel evenement geproduceerd door World Wrestling Entertainment (WWE). Het werd sinds 1999 jaarlijks in december uitgezonden op pay-per-view. In 2001 was er geen Armageddon show georganiseerd.
Van 2004 tot en met 2006 was deze event exclusief van SmackDown!. Het officiële themalied van Armageddon was "The End" die geproduceerd werd door de WWE music producer Jim Johnston.
Armageddon is in 2009 opgevolgd door TLC: Tables, Ladders & Chairs.

## Chronologie
| Editie | Datum            | Stad                      | Locatie                                 | Main Event |
| ------ | ---------------- | ------------------------- | --------------------------------------- | --- |
| 1999   | 12 december 1999 | Fort Lauderdale (Florida) | BankAtlantic Center                     | Triple H vs. Vince McMahon in een No Holds Barred match |
| 2000   | 10 december 2000 | Birmingham (Alabama)      | Birmingham Jefferson Convention Complex | Kurt Angle (c) vs. Stone Cold Steve Austin vs. Triple H vs. The Undertaker vs. The Rock vs Rikishi in een Hell in a Cell match voor de WWF Championship       |
| 2002   | 15 december 2002 | Fort Lauderdale (Florida) | BankAtlantic Center                     | Shawn Michaels (c) vs. Triple H in een "3 Stages of Hell match" (Street Fight match, Steel Cage match en Ladder match) voor de World Heavyweight Championship |
| 2003   | 14 december 2003 | Orlando (Florida)         | Amway Arena                             | Bill Goldberg (c) vs. Triple H vs. Kane in een Triple Threat match voor de World Heavyweight Championship                                                     |
| 2004   | 12 december 2004 | Atlanta (Georgia)         | Gwinnett Center                         | John "Bradshaw" Layfield (c) vs. Eddie Guerrero vs. The Undertaker vs. Booker T in een Fatal Four-Way match voor de WWE Championship                          |
| 2005   | 18 december 2005 | Providence (Rhode Island) | Dunkin Donuts Center                    | The Undertaker vs. Randy Orton in een Hell in a Cell match |
| 2006   | 17 december 2006 | Richmond (Virginia)       | Richmond Coliseum                       | Batista & John Cena vs. King Booker & Finlay |
| 2007   | 16 december 2007 | Pittsburgh (Pennsylvania) | Mellon Arena                            | Batista (c) vs. Edge vs. The Undertaker in een Triple Threat match voor de World Heavyweight Championship                                                     |
| 2008   | 14 december 2008 | Buffalo (New York)        | HSBC Arena                              | Edge (c) vs. Triple H vs. Jeff Hardy in een Triple Threat match voor de WWE Championship                                                                      |